# Richard De Marchi
Richard De Marchi – australijski zapaśnik walczący w obu stylach. Złoty medalista mistrzostw Oceanii w 1996; brązowy w 1995 i czwarty w 1996 roku.